# Leif Thor Olafsson
Leif Thor Olafsson, o Thorleiv Olavsson (? - Bergen, 1 de setembre de 1455) va ser un prelat catòlic romà que va servir com a bisbe de Viborg (1440-1451) i bisbe de Bjørgvin (1451-1455).

## Biografia
El 1440, Leif Thor Olafsson va ser designat bisbe de Viborg durant el papat del Papa Eugeni IV. El 14 d'abril de 1451 va ser nomenat bisbe de Bjørgvin durant el papat del Papa Nicolau V. Va ser bisbe de Bjørgvin fins a la seva mort l'1 de setembre de 1455. a l'abadia de Munkeliv durant un atac dels comerciants hanseàtics que perseguien a Olav Nilsson, comandant del castell reial de Bergen, que estava refugiat a l'abadia. Olav Nilsson també va ser assassinat.